# Navpičen sprednji ročaj
Navpičen sprednji ročaj je navpičen ročaj, namenjen za pritrditev na strelno orožje in se uporablja kot držalo za prednjo roko. Človek je z iztegnjeno roko bolj usmerjen v prijemanje vertikalnih predmetov (glede na telo), kot pa horizontalnih, saj mu to predstavlja bolj naraven kot. Zato lahko navpičen sprednji ročaj nudi veliko pomoč in pomaga pri boljši okretnosti orožja. Sprednji ročaji pa lahko tudi zmanjšajo natančnost streljanja, če strelec premočno drži orožje s prednjo roko (angleško »muscle the weapon«).